# 德国人权
德国的人权在法律和实际上都受到高度保护，这些权利在《德国基本法》中有明文规定。该国批准了大多数国际人权条约。国际特赦组织等独立组织的报告证明了德国政府对人权的高度重视，同时仍然指出德国国内警察暴力和虐待难民的问题。

## 德国缔结的人权相关条约
| 联合国核心条约                                   | 批准/签署年 | CoE核心条约                                    | 批准/签署年 |
| 消除一切形式种族歧视国际公约                     | 1969年      | 欧洲人权公约                                   | 1952年      |
| 公民权利和政治权利国际公约                       | 1973年      | 欧洲人权公约第一议定书                         | 1957年      |
| 公民权利及政治权利国际公约第一任择议定书         | 1993年      | 欧洲人权公约第四议定书                         | 1968年      |
| 公民权利及政治权利国际公约第二任择议定书         | 1992年      | 欧洲人权公约第六议定书                         | 1989 年     |
| 经济、社会及文化权利国际公约                     | 1973年      | 欧洲人权公约第七议定书                         | 1985年      |
| 消除對婦女一切形式歧視公約                       | 1985年      | 欧洲人权公约第十二议定书                       | 2000 年     |
| 消除對婦女一切形式歧視公約任择议定书             | 2002年      | 欧洲人权公约第十三议定书                       | 2004年      |
| 联合国禁止酷刑公约                               | 1990年      | 欧洲社会宪章                                   | 1965年      |
| 禁止酷刑公约任择议定书                           | 2008年      | 欧洲社会宪章1988年附加议定书                   | 1988年      |
| 儿童权利公约                                     | 1992年      | 欧洲社会宪章1995年附加议定书                   | 未有签署    |
| 关于儿童卷入武装冲突问题的任择议定书             | 2004年      | 欧洲社会宪章修正案                             | 2007年      |
| 关于买卖儿童、儿童卖淫和儿童色情制品的任择议定书 | 2009年      | 欧洲防止酷刑和不人道或有辱人格的待遇或处罚公约 | 1990年      |
| 保护所有移徙工人及其家庭成员权利公约             | 未有签署    | 歐洲區域或少數民族語言憲章                     | 1998年      |
| 残疾人权利公约                                   | 2009年      | 保护少数民族框架公约                           | 1997年      |
| 残疾人权利公约任择议定书                         | 2009年      | 打击贩卖人口行动公约                           | 2005年      |
| 联合国反腐败公约                                 | 2014年      | 具有法律约束力的多边联合国反腐败文书           | 2003年      |

## 公民自由
2005年，时任德国内政部长奥托·希利授权搜查《西塞罗》杂志的办公室，部分德媒批评对杂志的行动是对新闻自由的攻击。这次突袭基于已经确凿的泄密事件发起。然而联邦宪法法院在2007年2月27日裁定怀疑记者协助泄露国家机密不是搜查条件，故非法。这一裁决被广泛认为是德国对新闻自由的保护。
德國於1956年规定男性公民须服兵役。在任何时候，出于良心而拒服兵役者可担任文职人员。二者限制了很多人权（如迁徙自由）。自2011年7月1日起，法律失效，故德国事实上实施募兵制。但征兵相关法律尚无废除计划。
一些政党，如右翼政党德国国家民主党和共产主义政党左翼党受联邦宪法保卫局监视。有时线人的使用被视为过度。由于国家民主党的多数行动受联邦宪法保卫局控制，故将国家民主党视为非法组织的动议最终搁浅。

## 執法與治安
如今德国执法机构是世界上受监管和控制最强的执法部门之一。由于德国曾经历过纳粹时期，德国政界和民众非常关注警察的权力和工作方式。在德国，警察使用枪支亦受严格管制，而且（与其他国家相比）每年警察开枪的案件甚少。然而在过去的几年里，发生了如下事件：
一名男子在2009年2月17日在哈根被警察拘留期间陷入昏迷后，于同年3月5日死于医院，他被送到医院时发现他被面朝下捆绑。检察院停止调查后发现警察运用相衬武力，尽管自2000年以来，警察已经接受过培训，为防窒息，警察不能面朝下捆绑目标。
2008年12月，德绍地区法院宣判过失导致欧瑞·贾洛死亡的两名警察无罪。欧瑞·贾洛在2005年因火灾身亡，且事发时他被捆绑在床上。法院在口头判决理由中，将证据不足作为无罪判决理据，并对本案作证的大部分警务人员的证词提出强烈批评。2012年12月13日，马格德堡地区法院推翻了先前的无罪判决，并做出过失杀人罪裁决。由于缺乏证据，公诉机关撤销了早先就警方施行人身伤害并造成致命后果的指控。被告被法院处罚金10,800欧元（超过检方要求的6,300欧元）。
在欧洲，人们越来越意识到人口贩卖是一个人权问题。东欧剧变后，人口贩卖问题恶化，大多数受害者是迫于生计而卖淫的妇女。德国是主要从中欧、东欧及非洲为性剥削目的贩运的人员（主要是妇女）的中转国和目的地。光是俄罗斯籍的受害者就占2003年（迄今能找到的最晚记录）报告的1,235名已证实受害者的四分之一。德国的统计数据首次包括了127名德国国民。

## 少数群体
少数族裔在政治进程和公共生活中的代表性不足（尤其在公务员相关的情节）。一些右翼团体袭击德国的少数族裔，尽管德国——尤其是因为它的过去——非常重视宽容和融合。2010年，美国国务院报告称“（德国国内）右翼极端主义暴力和骚扰少数族裔和外国人已成一大问题”。
精神病幸存者活动家多次报告说，强制干预精神病患并不人道并符合酷刑标准。2011年和2012年，德国联邦宪法法院和联邦法院澄清，此前对精神病人的强制干预缺乏足够的法律依据。在社会学家教授支持的人权活动家的抗议下。 沃尔夫·迪特·纳尔、德国政府以及随后的联邦州政府开始快速促进非自愿精神病干预的合法化。  在这些法律中的第一部颁布时，联合国人权理事会酷刑或其他残忍、不人道或有辱人格的待遇或处罚问题特别报告员胡安·E·门德斯就这些政策表示“这项任务（指消灭酷刑）和联合国条约机构都已确定，医疗设施的非自愿治疗和其他精神病干预符合酷刑和虐待要件，并且必须绝对禁止一切强制性和非自愿措施，也应适用于包括约束和禁闭有心理或智力残疾的人的情形”。
在过去的几十年里，德国的女同性恋、男同性恋、双性恋和跨性别（统称LGBT）人士的权利发生了显着变化。自2017年6月29日起，德国将同性婚姻合法化，并给予同性婚姻者与异性夫妻一样的权利。同性收养自2005年起开始合法化，并于2013年扩大到允许同性伴侣中的任意一员收养已被其伴侣收养的孩子；然而，联合收养尚无法律规定。基于性取向和性别认同的歧视保护在德国各地有所不同，但原则上德国的全国性法律禁止对LGBT群体施以就业、提供商品和服务方面的歧视。自1980年以来，跨性别者被允许进行性别重置手术。法律最初要求他们对生殖器进行手术改造以便更新身份证件，后因违宪失效。而德国双性人的身体完整和身体自主权未受普遍承认，亦无对性别特征歧视问题具体应对措施。为了回应德国伦理委员会2012年的调查，政府于 2013年通过一项法案以求将一些双性婴儿归为事实上的第三类。该立法被民间和人权组织批评为误导。2016年发表的研究发现，2005年至2014年间对双性人婴儿或儿童的双性人医疗干预数量不见实质性下滑。联合国和国际特赦组织已与当地的双性人民间社会组织一起呼吁提供保护。